# بافل أنتيبوف
بافل أنتيبوف (بالروسية: Антипов, Павел Валерьевич) مواليد 19 سبتمبر 1991 في قازان، تتارستان، روسيا، هو لاعب كرة سلة روسي. بدأ مسيرته الاحترافية في سنة 2008. يلعب مع نادي يونيكس قازان لكرة السلة. يحمل الرقم 2. يبلغ طوله 6 قدم 8.5 بوصة (2.0 م). حقق المركز الأول في الألعاب الجامعية الصيفية 2013.

## المسيرة الاحترافية
لعب مع نادي يونيكس قازان لكرة السلة من سنة 2012 إلى 2015، ثم لعب مع زينيت سانت بطرسبرغ في الدوري الروسي في موسم 2015–2016، ثم لعب مع نادي يونيكس قازان لكرة السلة في سنة 2016.

## الميداليات
| الميدالية | المسابقة                      |
| --------- | ----------------------------- |
| ذهبية     | الألعاب الجامعية الصيفية 2013 |
| برونزية   | الألعاب الجامعية الصيفية 2015 |

## روابط خارجية
- بافل أنتيبوف على موقع الاتحاد الدولي لكرة السلة (الإنجليزية)
- بافل أنتيبوف على موقع الدوري الأوروبي لكرة السلة (الإنجليزية)
- بافل أنتيبوف على موقع كرة السلة الأوروبية.كوم (الإنجليزية)
- بافل أنتيبوف على موقع DraftExpress.com (الإنجليزية)
- بافل أنتيبوف على موقع ريلجم (الإنجليزية)
- بافل أنتيبوف على موقع بروبوليرز (الإنجليزية)
- بافل أنتيبوف على موقع سبورتس رفرنس (الإنجليزية)